# Cimetière Notre-Dame de Luxembourg
Le cimetière Notre-Dame ou Nikloskierfecht est le plus grand des 14 cimetières gérés par le 'Service des cimetières de la Ville de Luxembourg'. Il est situé á Limpertsberg, un des 24 quartiers de Luxembourg-ville, Luxembourg.

## Historique
En 1755, un cimetière, connu sous le nom de Nikloskierfecht (cimetière de Nicolas), est établi près de l'église de Nicolas. En 1773, l'ordre des Jésuites est aboli par le pape. La paroisse Nicolas prend comme église paroissiale l'église jésuite abandonnée (l'actuelle Cathédrale Notre-Dame de Luxembourg) au centre de la ville. L'église Nicolas fut démolie en 1779. Un nouveau cimetière est alors établi près de la chapelle Notre-Dame in Glacis, en fait une extension d'un cimetière qui existait déjà à cet endroit en 1691 et qui était à l'origine destiné aux condamnés à mort. Bien que le nouveau cimetière ait été officiellement baptisé Cimetière Notre-Dame, le nom de Nikloskierfecht est resté en usage parmi les Luxembourgeois.

## Monuments
Au cimetière Niklos se trouvent deux grands monuments :
- le Monument de la Résistance et de la Déportation, Monument national officiel de la résistance et de la déportation, généralement simplement appelé Hinzerter Kräiz (Croix de Hinzert). La croix a été réalisée par le charpentier Colabianchi, un ancien prisonnier, à partir de planches de bois provenant du Camp de concentration de Hinzert. Le monument commémore 82 Luxembourgeois exécutés à la prison de Hinzert et à la prison de Klingelpütz à Cologne pendant la Seconde Guerre mondiale et enterrés au cimetière Notre-Dame. En 1969, la statue Le prisonnier politique de l'ancien prisonnier Lucien Wercollier a été placée près de la croix.
- le Mausolée des soldats français tués pendant la Première Guerre mondiale au Luxembourg.

## Inhumés notables
- Mathias Adam
- Léon Berchem
- Sophie de Bette
- Pierre Blanc
- Martin Blum
- Victor Bodson
- Dominique Brasseur
- Pol Clemen
- François-Charles Collin
- Alexandre Marius Dées de Sterio
- Gaston Diderich
- Adolphe Eberhard
- Michel Engels
- Victor Engels
- Paul Eyschen
- Jean-Baptiste Fallize
- Gaspard-Théodore-Ignace de la Fontaine
- Léon de La Fontaine
- Jean-Baptiste Gellé
- Therese Glaesener-Hartmann
- Willy Goergen
- Bernard Graf
- Bernard Groethuysen
- Nicolas Hemmen
- Ferdinand d'Huart
- Alphonse Kemp
- William Justin Kroll
- Eugène Kurth
- Léandre Lacroix
- Guillaume Lefèvre
- Michel Lentz
- Auguste Liesch
- Jean Logeling
- Edouard Luja
- Nicolas Majerus
- Mathias Mongenast
- Ferdinand a Marie Joséphine Pescatore
- Camille Polfer
- Charles-Auguste Praum
- Léopold Reichling
- Michel Rodange
- François Roeser
- Eugène Ruppert
- François Scheffer
- Paul de Scherff
- Étienne Schmit
- Guillaume Soisson
- Joseph-Germain Strock
- Gaston Thorn
- André Thyes
- Marguerite Thyes
- Wilhelm Voigt
- Batty Weber
- Paul Weber
- Nik Welter
- Lucien Wercollier
- Pierre Werner
- Auguste van Werveke
- Jean-Antoine Zinnen

## Galerie

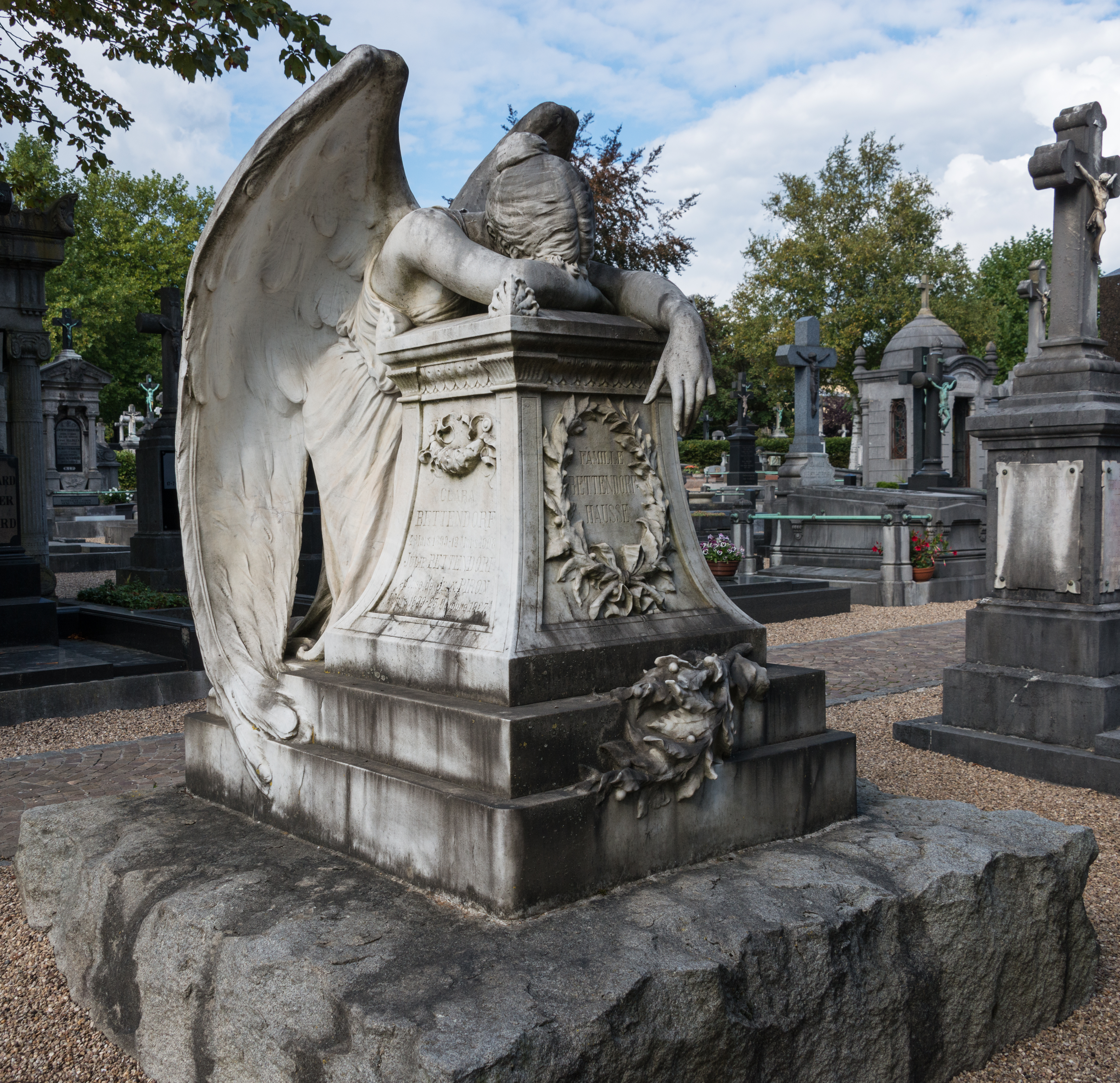
Tombeau de la famille Bettendorf-Hausse
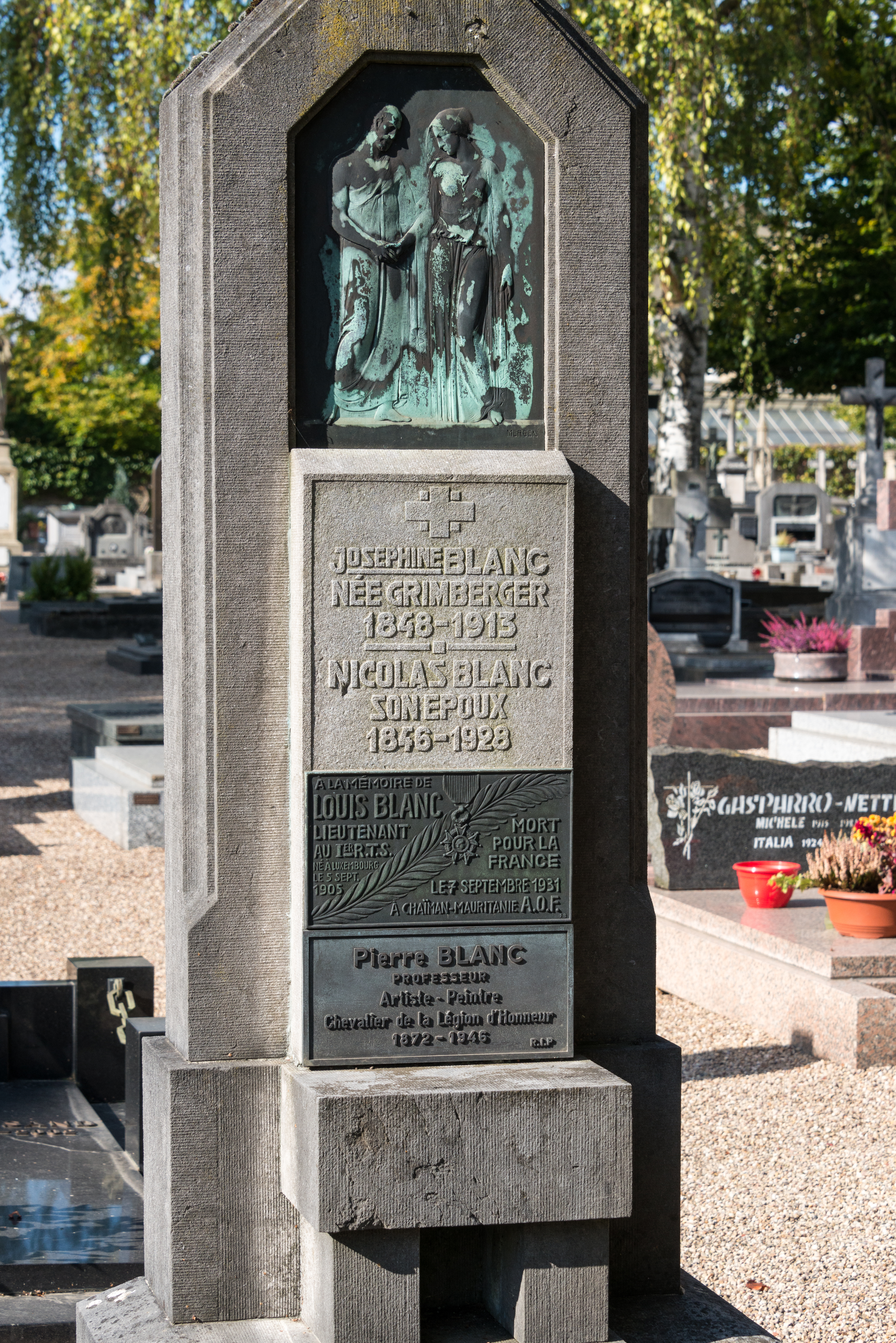
Tombeau de la famille Blanc-Grimberger, avec relief de Jean-Théodore Mergen
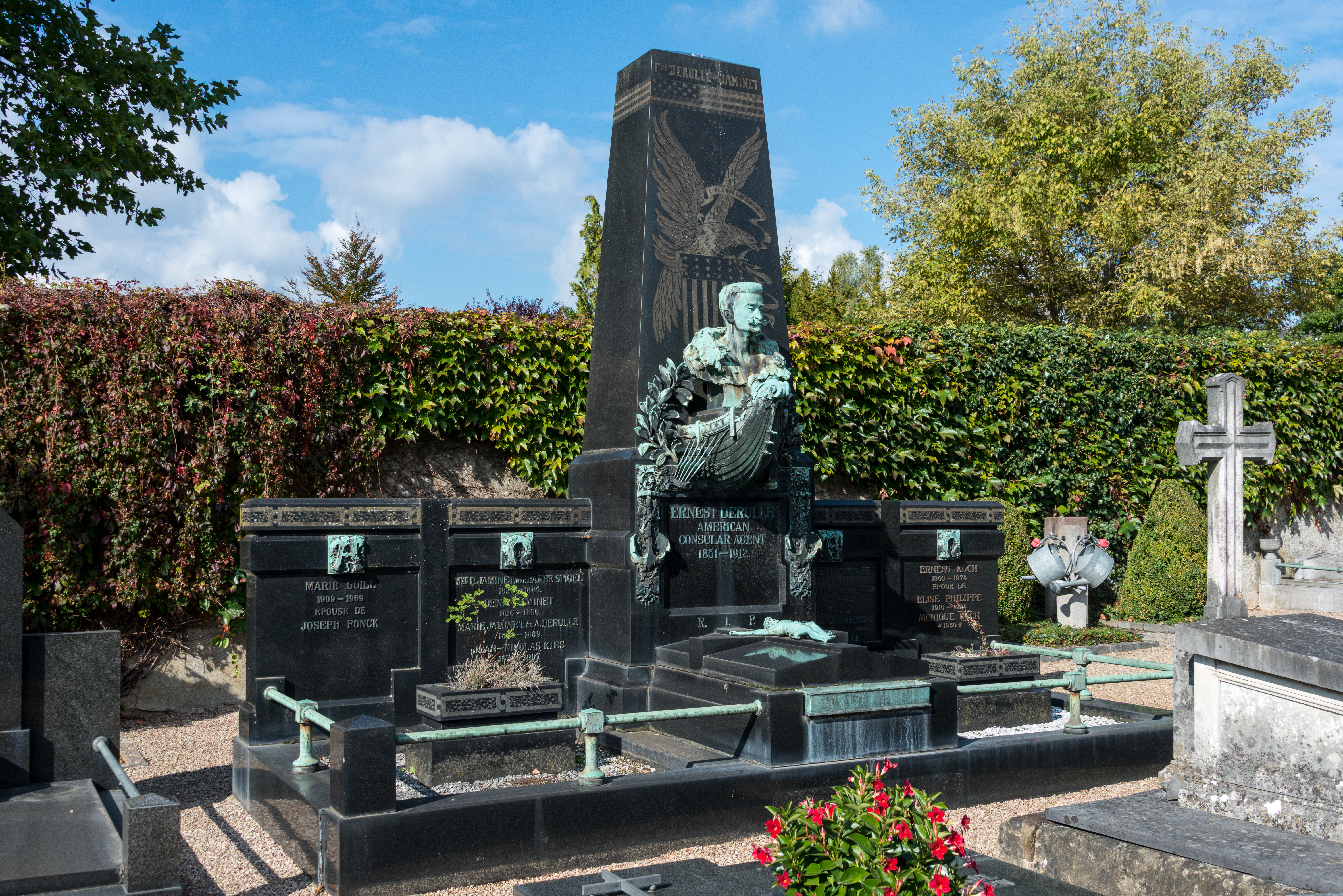
Tombeau de la famille Derulle-Jaminet, avec sculpture de Jean Mich
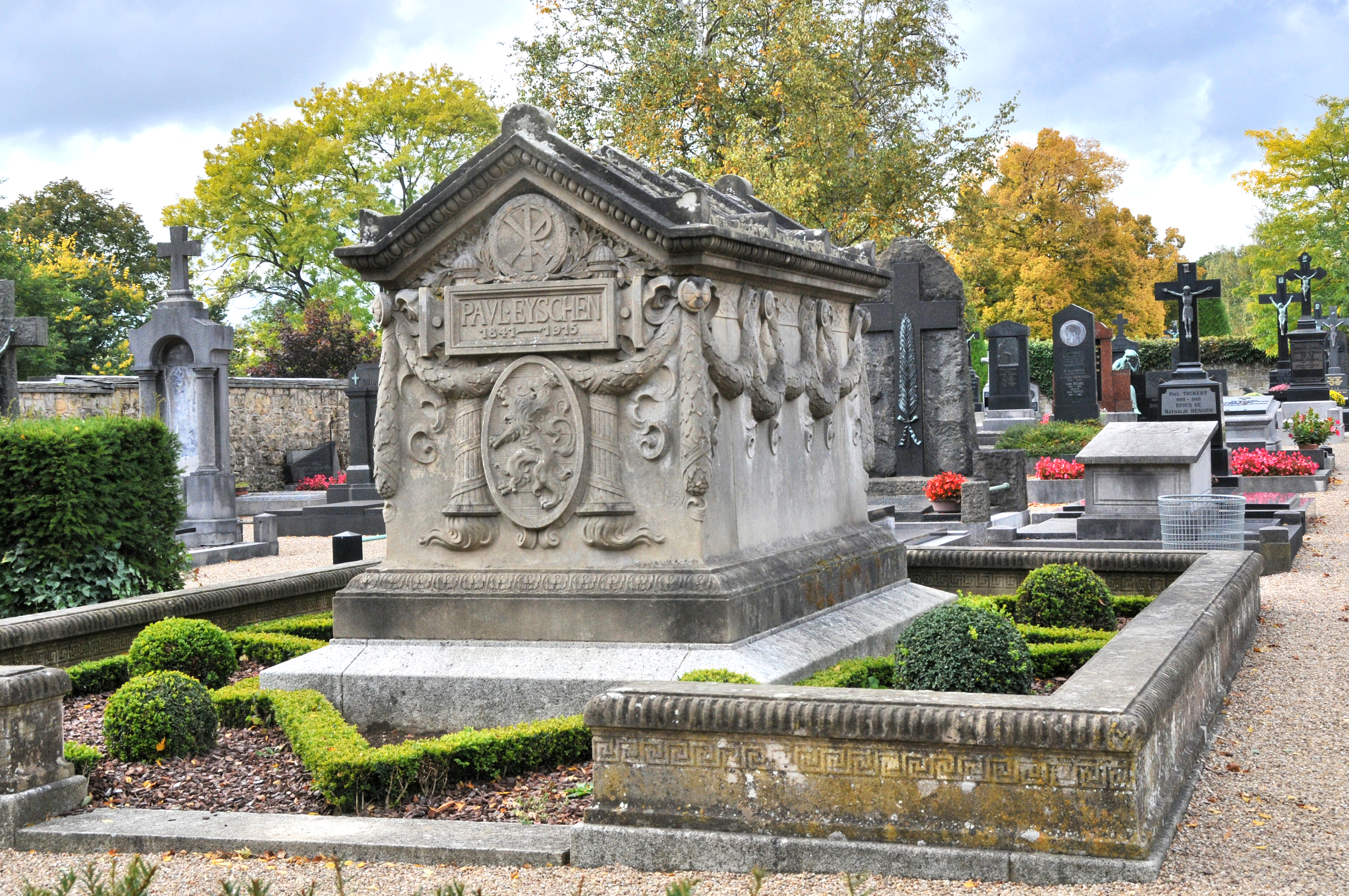
Tombeau de Paul Eyschen, réalisé par Sosthène Weis
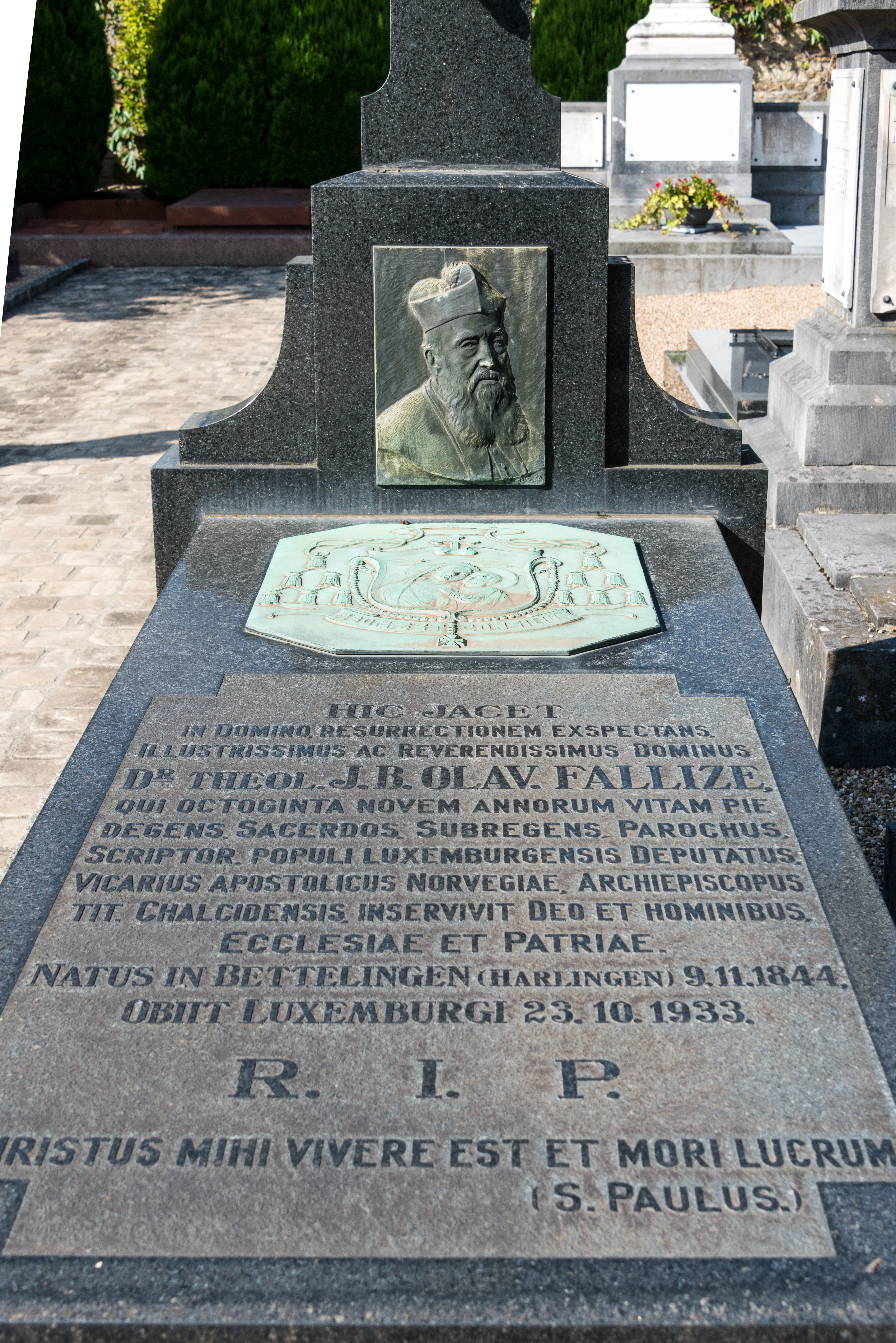
Tombeau de Jean Baptiste Fallize, avec portrait en relief de Jean-Baptiste Wercollier
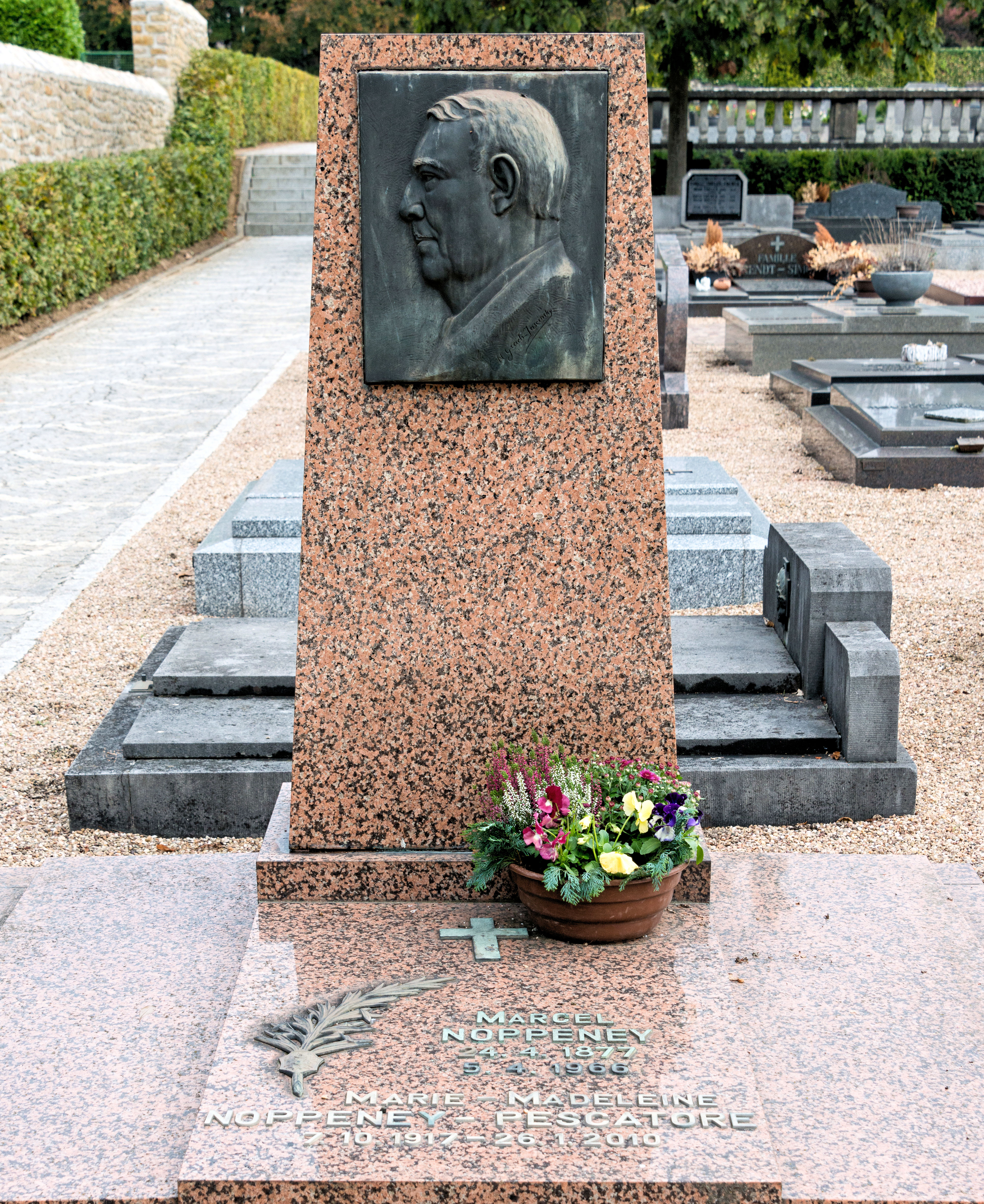
Tombeau de Marcel Noppeney, avec portrait en relief de Nina Grach-Jascinsky
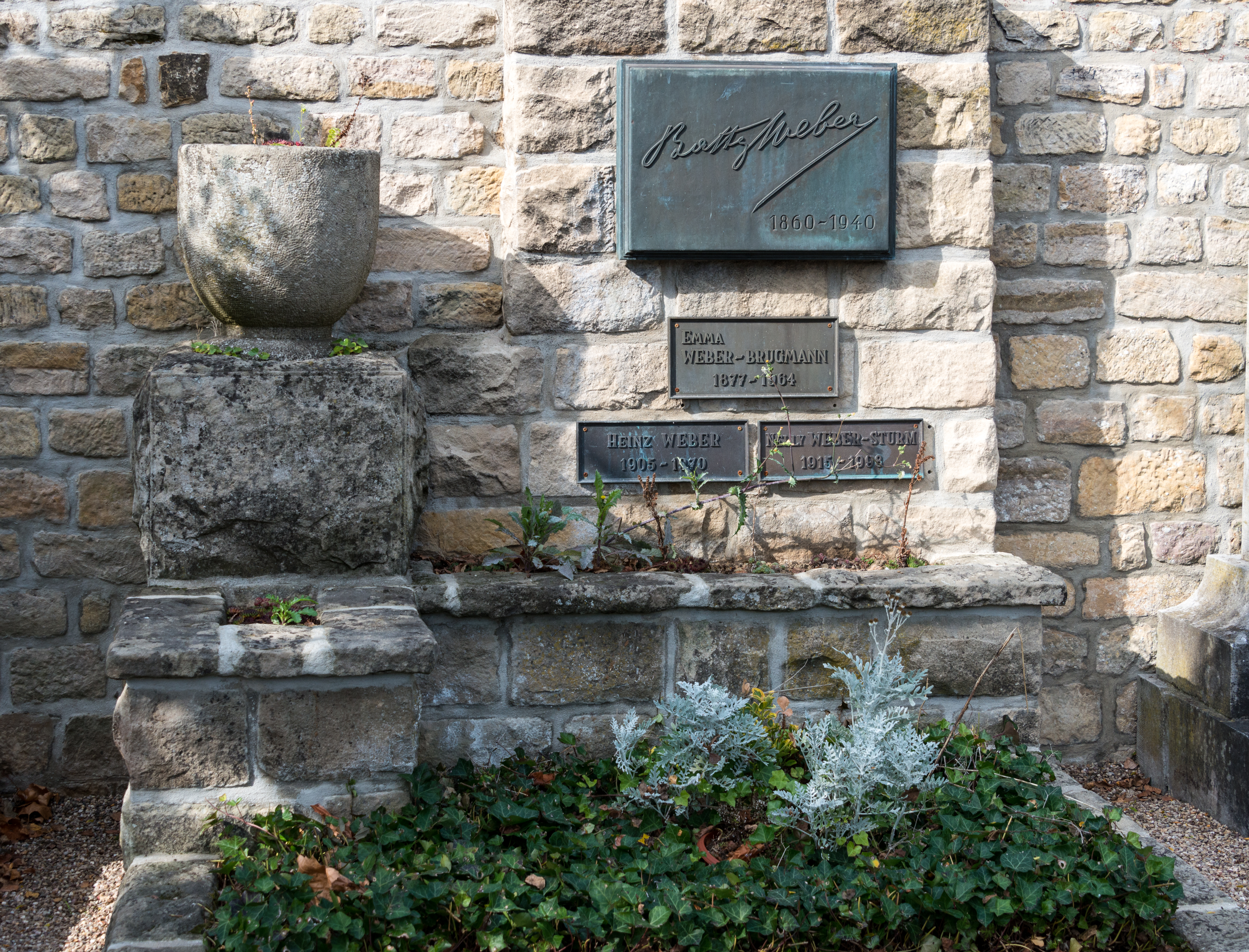
Tombeau de Batty Weber
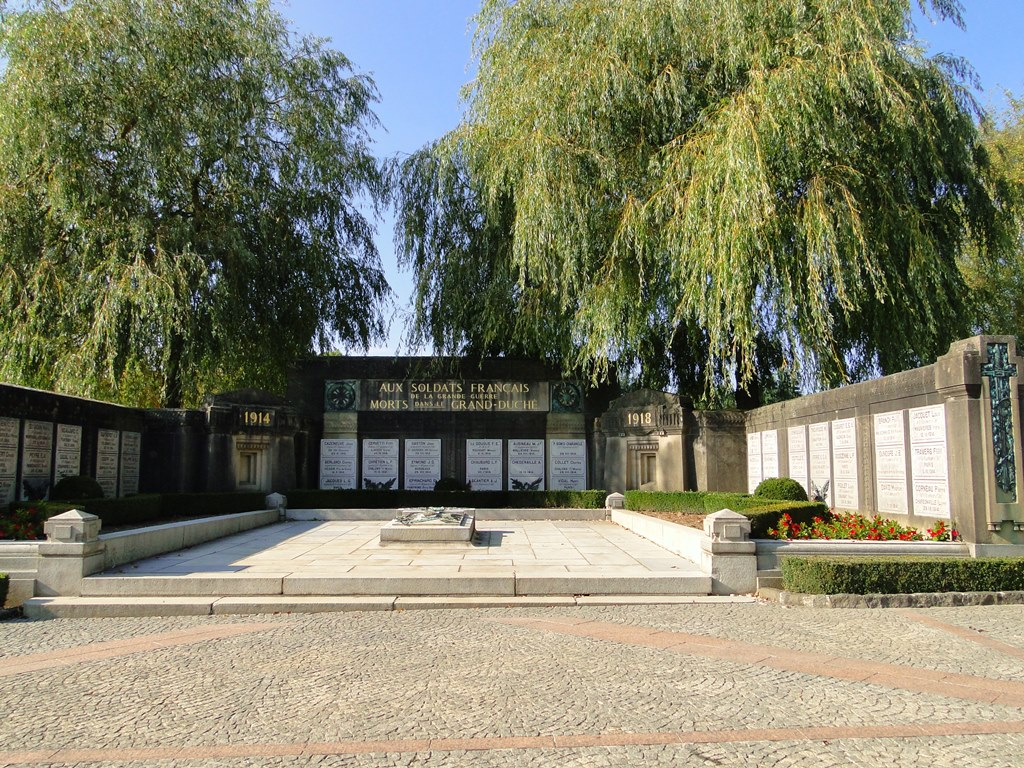
Mausolée des soldats français